# 1953년 동독 봉기
1953년 동독 봉기(독일어: Volksaufstand vom 17. Juni 1953)는 1953년 6월 16일부터 17일까지 독일 민주 공화국(동독)에서 이틀에 걸쳐 발생한 봉기이다. 이 봉기는 6월 16일 동베를린 건설 노동자들이 동독의 소비에트화 과정 중 노동 할당량에 반대하여 파업을 시작하면서 일어났다. 동베를린의 시위는 다음 날 동독 정부와 집권 사회주의통일당에 대항하는 광범위한 봉기로 번졌고, 전국 약 700개 지역에서 1백만 명 이상이 참여했다. 생활 수준 저하와 불인기 소비에트화 정책에 대한 항의는 쉽게 통제되지 않고 동독 정부를 전복시킬 위협이 되는 파업과 시위의 물결로 이어졌다. 동베를린 봉기는 주동독 소련군의 전차와 병영 인민경찰에 의해 폭력적으로 진압되었다. 시위는 500개 이상의 도시와 마을에서 며칠 더 계속되다가 결국 진압되었다.
1953년 봉기는 1990년 독일의 재통일까지 서독에서 6월 17일을 공휴일로 기념했으며, 그 후 10월 3일 연례적으로 기념하는 독일 통일의 날로 대체되었다.

## 배경
1952년 5월, 독일 연방 공화국(서독 또는 FRG)은 소련 지도자 이오시프 스탈린이 독립적이고 정치적으로 중립적인 독일로서 소련이 지원하는 독일 민주 공화국(동독 또는 GDR)과의 통일을 제안하는 "스탈린 노트"를 거부했다. 냉전의 고조된 불안감 속에 스탈린의 제안은 서독에서 강한 의심을 받았고, 서독은 대신 그 달에 유럽 방위 공동체 조약을 체결했다. 이러한 전개 이후, 소련과 동독 모두에게 독일은 무기한 분단될 것이 분명해졌다. 동베를린에서 동독 집권당인 독일 사회주의통일당(SED)의 발터 울브리히트 서기장은 스탈린의 독일 통일 시도 실패를 "동독에서 사회주의의 가속화된 건설"을 추진하기 위한 '청신호'로 해석했고, 당은 1952년 7월 제2차 당 대회에서 이를 발표했다. 이 동독의 소비에트화 움직임은 중공업에 할당된 투자를 급격히 늘리고, 마지막 민간 산업 기업에 대한 차별적 세금을 부과하며, 농업의 강제 집단화와 동독 내 종교 활동에 대한 집중적인 캠페인으로 구성되었다.
동독 경제 방향의 이러한 변화의 결과는 노동자 생활 수준의 급격한 악화였으며, 이는 1953년 상반기까지 계속되었고, 1947년 기아 위기 이후 동독인 생활 수준의 첫 번째 명확한 하락 추세를 나타냈다. 관대한 국가 보조금이 삭감되면서 여행 비용이 상승했고, 많은 소비재가 상점 진열대에서 사라지기 시작했다. 공장들은 초과 근무를 엄격히 단속해야 했다. 예산이 제한되면서 임금 지출이 과도하게 높다고 간주되었기 때문이다. 한편, 식품 가격은 국가의 집단화 정책(동독의 부유한 농민 40%가 서독으로 도피하여 750,000 헥타르 이상의 생산적인 토지가 휴경 상태로 남게 됨)과 1952년의 흉작으로 인해 상승했다. 따라서 노동자들의 생활비는 상승했고, 많은 노동자들(대부분 초과 근무 수당에 의존하여 생계를 유지했던)의 실질 임금은 감소했다. 1952~53년 겨울에는 동독 도시들에 대한 난방 및 전기 공급에도 심각한 차질이 발생했다. 1952년 11월까지 라이프치히, 드레스덴, 할레, 줄 (독일) 등 여러 주요 동독 공업 중심지에서 산발적인 식량 폭동과 산업 불안이 발생했다. 산업 불안은 다음 봄까지 계속되었으며, 선동적인 연설과 반-SED 낙서부터 사보타주 혐의까지 다양했다. "사회주의 건설"로 인한 국가 경제적 부담을 완화하기 위해 정치국은 모든 국영 공장에서 의무적으로 작업 할당량을 10% 인상하기로 결정했다. 즉, 노동자들은 이제 동일한 임금으로 10% 더 생산해야 했다. 식량, 의료 및 대중교통 가격도 인상되었다. 종합적으로, 작업 할당량 및 가격 인상은 월급 33% 삭감에 해당했다.
울브리히트는 사회주의 강제 건설의 결과에 대해 동독인들의 허리띠를 졸라매는 것으로 대응했지만, 많은 동독인들은 동독을 떠나는 것으로 대응했다. 이는 공화국탈주로 알려진 현상이다. 1951년에는 16만 명이 떠났고, 1952년에는 18만 2천 명, 1953년 첫 4개월 동안은 국경이 거의 봉쇄되었음에도 불구하고 추가로 12만 2천 명의 동독인들이 서독으로 떠났다.
1953년 3월 스탈린 사망 이후 수립된 소련의 새로운 집단 지도부는 4월 초 독일의 소련 통제 위원회로부터 동독 경제 상황에 대한 상세하고 파괴적인 보고서를 받았을 때 이러한 당혹스러운 통계에 충격을 받았다. 6월 2일까지 소련 지도부는 "동독 정치 상황 개선을 위한 조치에 관하여"라는 명령을 내렸는데, 여기서 SED의 사회주의 가속화 건설 정책은 강력히 비판받았다. 모든 직업과 배경을 가진 사람들이 동독에서 서독으로 대규모로 도피한 것은 "독일 민주 공화국의 정치적 안정에 심각한 위협"을 초래했다. 상황을 수습하기 위해 이제 강제 집단화와 사기업에 대한 전쟁을 중단할 필요가 있었다. 5개년 계획은 이제 중공업을 희생하고 소비재를 선호하는 방향으로 변경되어야 했다. 정치-사법적 통제와 규제는 완화되어야 했고, 개신교 교회에 대한 강제 조치는 중단되어야 했다. 또한 울브리히트의 "냉혹한 권력 행사"는 비난받았다. 그러나 매우 인기가 없었던 작업 할당량 인상을 철회하라는 명시적인 요구는 없었다. 소련의 포고령은 6월 2일 모스크바에 도착한 SED 지도자 발터 울브리히트와 오토 그로테볼에게 전달되었다. 소련 수상 게오르기 말렌코프는 동독에서 재앙을 피하기 위해 변화가 필수적이라고 경고했다.
6월 9일, SED 정치국이 회의를 열어 소련 지도부의 지시에 어떻게 대응할지 결정했다. 대부분의 정치국 위원들은 "신노선" 발표가 당과 일반 대중 내에서 신중한 준비를 요구한다고 느꼈지만, 독일 주재 소련 고등 판무관 블라디미르 세묘노프는 즉시 시행해야 한다고 주장했다. 그리하여 SED는 6월 11일 SED 공식 당 신문인 노이에스 도이칠란트에 신노선 프로그램을 운명적으로 발표했다. 코뮈니케는 SED가 저지른 실수를 충실히 비판하고, 모스크바의 지시에 따라 울브리히트의 소련화 캠페인 대부분이 이제 번복될 것이라고 발표했다. 이제 소비재에 대한 투자가 전환될 것이며, 소규모 사기업에 대한 압박이 끝날 것이고, 강제 집단화가 중단될 것이며, 종교 활동에 대한 정책이 중단될 것이었다. 그러나 결정적으로, 작업 할당량 증가는 철회되지 않아, 노동자를 대표한다고 주장하는 마르크스-레닌주의 국가의 정당성에 위협이 되었다. 부르주아지와 농민은 프롤레타리아보다 신노선으로부터 훨씬 더 많은 혜택을 받을 것이었다. 코뮈니케와 과거의 실수를 솔직히 인정한 내용은 많은 동독인들, SED 당원들과 일반 대중 모두에게 충격과 혼란을 주었다. 실망, 불신, 혼란이 지역 당 조직에 만연했고, 그 구성원들은 공황 상태에 빠지고 배신감을 느꼈다. 일반 대중은 신노선을 동독 정권의 약점의 신호로 보았다.
다음 날인 6월 12일, 5천 명이 브란덴부르크안데어하펠에 있는 브란덴부르크-괴르덴 교도소 앞에서 시위에 참여했다.
6월 15일, 동베를린의 스탈린알레 "블록 40" 건설 현장 노동자들은 이제 높아진 작업 할당량 취소에 대한 더 큰 희망을 품고 동독 총리 오토 그로테볼에게 취소를 요구하는 청원서를 전달하기 위해 대표단을 파견했다. 그로테볼은 노동자들의 요구를 무시했다.

## 봉기

### 6월 16일
노동조합 신문 트리뷴 기사는 10% 작업 할당량 인상의 필요성을 재차 강조했다. 분명히 정부는 새로운 할당량이 널리 불인기에도 불구하고 이 문제에서 물러날 의사가 없었다.
6월 16일 오전 9시, 동베를린의 "프리드리히샤인 병원"과 "스탈린알레 블록 40" 건설 현장 노동자 300명이 파업을 하고 발슈트라세에 있는 자유 독일 노동조합 연맹(FDGB) 본부로, 그리고 시내 중심가로 행진하며 현수막을 들고 옛 작업 할당량 복구를 요구했다. 파업 노동자들의 요구는 할당량 문제 외에 정치적인 문제로 확대되었다. 알렉산더 광장과 운터덴린덴을 거쳐 대부분의 시위대는 라이프치거 슈트라세에 있는 정부 청사로 향했고, 다른 이들은 빌헬름-피크-슈트라세에 있는 SED 본부로 향했다. 도중에 그들은 두 대의 선전 트럭을 점거하고 이를 이용해 다음 날 오전 7시에 슈트라우스베르거 플라츠에서 열릴 총파업과 시위 참여를 촉구했다. 동독 성부 청사 앞에서 빠르게 늘어나는 군중은 울브리히트와 그로테볼에게 연설을 요구했다. 건물 밖으로 나온 사람은 중공업부 장관 프리츠 젤프만과 동독 평화 위원회 의장 로베르트 하베만 교수뿐이었다. 그들이 노동자들을 진정시키려는 시도는 군중의 함성에 묻혀버렸다.
한편, 정치국은 무엇을 해야 할지 결정하지 못하고 심사숙고했다. 긴급한 상황에도 불구하고 — 시위대의 압력과 아마도 세묘노프의 압력까지 받으면서 — 몇 시간의 논의 끝에야 지도부는 작업 할당량 인상을 철회하기로 결정했다. 정치국 위원들은 생산성 증가는 이제 자발적이며, 파업과 시위는 인상 시행 방식 때문이 아니라 외국 선동가 때문이라고 비난했다. 그러나 SED 간부가 노동자들에게 소식을 전하기 위해 성부 청사에 도착했을 때, 시위대의 요구는 작업량 증가 문제를 훨씬 넘어선 상태였다. 그날 오후 늦게 군중은 흩어지고 노동자들은 각자의 현장으로 돌아갔다. 인민경찰과 시위대 그룹 간의 산발적인 충돌을 제외하고는 그날 나머지 시간은 평온했다. SED 지도부는 불만의 깊이와 반체제 행동의 규모에 놀랐다. 사실 SED 지도부는 너무 현실과 동떨어져 있어서 대규모 선전 활동만으로도 다가오는 위기에 대처할 수 있을 것이라고 예상했다. 그것으로는 분명 충분하지 않았을 것이며, 울브리히트는 아마도 그 제안이 있은 지 몇 시간 후에야 이를 깨달았을 것이다. 소련 당국 역시 동베를린 시위 이후 광범위하게 퍼진 시위에 완전히 놀랐다. 그들의 대응은 즉흥적이고 비협조적이었다. 그날 저녁 늦게 세묘노프는 SED 지도부와 만나 소련군을 베를린으로 보낼 결정을 통보했다.
6월 16일 밤부터 6월 17일 이른 아침까지 동베를린의 사건 소식은 구전과 서방 라디오 방송, 특히 하루 종일 작업 할당량 인상에 반대하는 파업에 대해 방송했던 RIAS를 통해 동독 전역에 빠르게 퍼졌다. 오후에는 시위대의 요구가 높은 작업 할당량 철회와 가격 인하에서 "우리는 자유 선거를 원한다"는 외침으로 바뀌었다는 방송이 있었다. RIAS는 나중에 동베를린 노동자들의 요청을 받아 다음 날 총파업을 촉구하는 내용을 퍼뜨리는 데 도움을 주었다. RIAS의 정치국장 고든 유잉은 방송국이 직접적으로 노동자들의 대변자 역할을 할 수는 없다고 결정했다. 그의 견해로는 그러한 움직임이 전쟁을 촉발할 수 있었기 때문이다. 방송국은 적극적으로 반란을 선동하지 않고, 단지 시위에 대한 정보를 사실적이고 포괄적으로 방송할 것이었다. 그럼에도 불구하고, 오후 7시 30분에 RIAS는 건설 노동자 대표단이 "그들의 행동으로 정부가 정당한 요구를 받아들이도록 강요할 수 있음을 입증한" 파업자들이 낮은 작업 할당량, 가격 인하, 자유 선거, 모든 시위자에 대한 사면 요구가 충족되지 않으면 "언제든지 그들의 권력을 사용할 것"이라고 명시한 결의안을 출판용으로 제출했다고 보도했다. 그날 밤 늦게 방송국은 사실상 정권에 대한 시위를 적극적으로 독려했다. RIAS 프로그램 국장 에버하르트 슈츠는 정권의 작업 할당량 문제에 대한 번복을 "우리 동베를린 시민들이 소련 점령지 전체 노동 인구와 공유하는 승리"라고 불렀다. 슈츠는 정부의 방향 전환을 노동자들의 행동 탓으로 돌렸다. 그는 청취자들의 요구(즉, 정부 사임, 서방식 자유 등)가 정당하다고 말하며, 시위대를 지지하도록 독려했다. 슈츠는 RIAS와 동독 인민이 이러한 요구가 충족되기를 기대한다고 말했고, 이것이 사실임을 SED와 소련 공산당에게 보여주는 것이 동독 인민의 과제라고 말했다.
서독의 범독일 문제 담당 연방 장관 야코프 카이저가 심야 방송에서 동독인들에게 도발을 피하라고 훈계한 후, RIAS는 오후 11시 뉴스 방송부터 그리고 그 이후 매시간 방송에서 다음 날 파업을 계속하라는 노동자들의 요구를 반복했으며, 특히 모든 동베를린 주민들에게 6월 17일 오전 7시에 슈트라우스베르거 광장에서 시위에 참여할 것을 촉구했다.

### 6월 17일

#### 동베를린

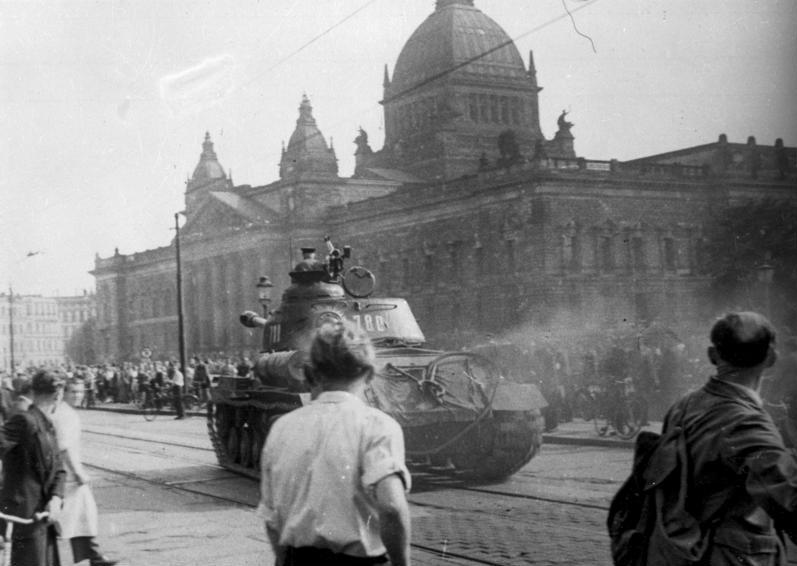
6월 17일 라이프치히의 옛 제국법원 건물 앞을 지나가는 소련군 IS-2 전차

세묘노프의 결정에 따라 소련군은 6월 17일 이른 아침 동베를린 주변에 진입했다. 한편, 노동자 무리가 슈트라우스베르거 광장과 다른 공공장소에 모여 시내 중심가로 행진하기 시작했다. 도중에 그들은 동독 보안군(정규군과 KVP 부대)을 만났는데, 이들은 지시가 없었는지 처음에는 개입하지 않았다. SED 및 FDJ(자유독일청년단) 간부들과 경찰관들은 시위자들을 집과 직장으로 돌려보내려 노력했지만 대부분 실패했다. 경찰이 군중을 저지하거나 해산시키려 시도한 곳에서는 빠르게 수세에 몰렸다. 시위대가 점점 더 많이 모여들면서 연대감이 그들을 휩쓸었다. 확성기 차량과 자전거는 외곽 지역에서 시내 중심가로 모여드는 행진대의 다른 행렬들 간의 통신을 제공했다. 임시 현수막과 포스터에는 시위자들이 옛 작업 할당량 복구뿐만 아니라 물가 인하, 전날 체포된 동료 시위자들의 석방, 심지어 자유롭고 공정한 전독일 선거까지 요구했다. "정부 타도!"와 "무기가 아닌 버터를"과 같은 슬로건도 보였다. 당 포스터와 동상, 특히 SED와 소련 지도자를 묘사한 것들은 불태워지거나 훼손되었다.
오전 9시까지 25,000명이 성부 청사 앞에 모였고, 수만 명 더 많은 인원이 라이프치거 슈트라세나 포츠담 광장으로 향하고 있었다. 오전 10시에서 11시 사이에 80명에서 100명의 시위대가 정부 청사를 습격한 것으로 보이며, 이는 500명의 인민경찰과 슈타지 요원들이 제압당했음을 분명히 보여주었다. 그때 갑자기 소련 군용 차량이 나타났고, 그 뒤를 전차가 따르며 임박한 점거로 보이는 것을 저지했다. 한 시간 안에 소련군은 정부 본부 주변 지역을 정리하고 고립시켰다. 정오에 소련 당국은 동부 구역으로 향하는 모든 전차와 지하철 운행을 중단하고 서베를린과의 구역 경계를 거의 폐쇄하여 더 많은 시위대가 시내 중심가에 도달하는 것을 막았다. 한 시간 후, 그들은 동베를린에 계엄령을 선포했다. 동베를린 경찰 본부 밖에서 소련 전차들이 "반군"에게 발포했다. 소련 육군(그리고 나중에 동독 경찰)과 시위대 간의 전투는 오후와 밤까지 계속되었고, 일부 경우에는 전차와 병력이 군중에게 직접 발포하기도 했다. 가장 두드러지게 서베를린 노동자 빌리 고틀링의 처형과 대규모 체포가 뒤따랐다.
밤새 소련군과 슈타지는 수백 명의 사람들을 체포하기 시작했다. 궁극적으로 최대 10,000명이 구금되었고, 명령 불복종을 거부한 소련군 병사를 포함하여 최소 32명, 아마도 40명이나 처형되었다. SED 지도부가 사실상 카를스호르스트의 소련 본부에서 마비된 상태에서 동베를린의 통제권은 그곳의 소련군으로 넘어갔다.

#### 동베를린 외곽

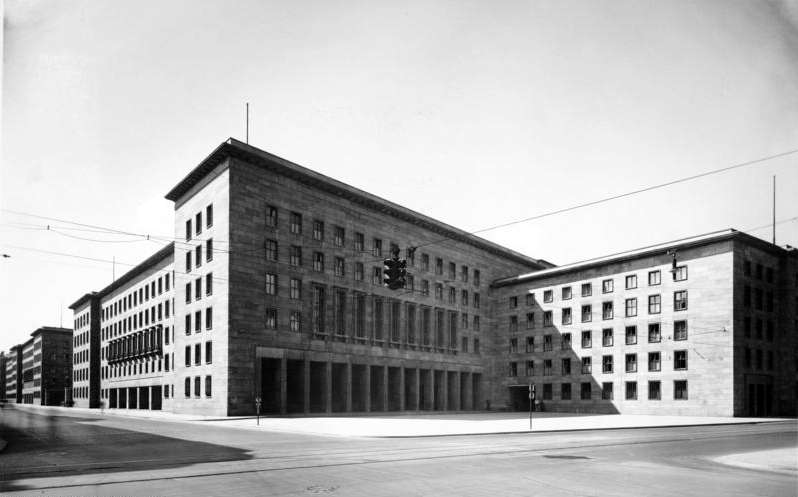
1953년 성부 청사로 알려진 베를린의 데틀레프-로베더-하우스.

동독의 인구 5만 명 이상 24개 도시 각각에서 격변이 일어났으며, 인구 1만 명에서 5만 명 사이의 도시 약 80%도 마찬가지였다. 베를린 외곽에서 일어난 129개 시위에는 약 339,000명이 참여했으며, 332개 공장에서 225,000명 이상이 파업을 시작했다. 주요 시위 중심지로는 할레, 메르제부르크, 비터펠트 주변의 공업 지역과 예나, 괴를리츠, 브란덴부르크와 같은 중소 도시가 포함되었다. 라이프치히에서는 25,000명 이하의 인원이 파업과 시위에 참여했지만, 마그데부르크에는 32,000명, 드레스덴에는 43,000명, 포츠담에는 53,000명, 할레에는 거의 100,000명이 참여했다.
처음에는 시위가 비교적 평화로웠지만, 참가자 수가 늘어나면서 폭력적으로 변했다. 특히 SED 소유 상점 약탈이 빈번하게 발생했고, 방화도 있었으며, 많은 SED 간부들이 그날 늦게 구타당했다. 일부 도시에서는 시위대가 감옥을 점거하고 특정 정치범들의 석방을 요구했다. 괴르리츠에서는 3만 명의 군중이 공산당 본부, 비밀경찰 사무실, 교도소를 파괴했고, 마그데부르크에서는 당 본부와 교도소가 불에 탔다. 동베를린 외곽의 이 지역들에 소련군이 개입했을 때, 그들은 더 자제하고 수동적으로 보였다. 일부 소련 군인들은 시위대에 우호적인 태도를 보이기도 했다.
한편 시골에서는 200개가 넘는 마을에서 시위가 일어났다. 그러나 많은 동독 농부들은 정권에 맞서 집단 행동을 취하지 않았다. 농촌 지역에서 가장 흔한 항의 표현은 농부들이 최근 결성된 집단 농장을 떠나거나 해산하고 스스로 농사를 재개하는 것이었다.
시위자들의 요구는 정치적인 것일 수도 있었지만(예: 동독 정부 해체 및 자유 선거 조직), 종종 단순히 지역적이고 경제적인 성격을 띠었다. 그들은 빵 부족, 인기 없는 야간 근무, 심지어 직장 내 화장실 수, 녹슨 우르나에 차를 제공하는 문제와 같은 사안에 관한 것이었다. 또한 기본적인 식료품 및 기타 상품의 특별 배송과 같은 '불공평한 특권'을 누린다고 여겨진 지식인에 대한 광범위한 불만도 표출되었다.
특히 노동자들은 동독에서 사회민주당(SPD)의 복원을 요구했다. 옛 사회민주당원들 사이에서는 동독 SPD의 전 지도자였던 오토 그로테볼 총리에 대한 엄청난 불만이 존재했다. 그들은 그가 1946년 경쟁 관계인 독일 공산당과의 합병을 주도하여 집권 SED를 형성함으로써 "SPD를 배신했다"고 믿었다. 소련 군정(SVAG)은 1945년 11월 헝가리와 오스트리아 선거에서 공산당이 놀라울 정도로 부진한 성과를 보인 후 동독의 공산주의 통치를 보호하기 위해 그로테볼에게 합병을 강요했다. 그로테볼은 총리직으로 "보상"받았지만, 몇 년 안에 SED는 그의 권한을 크게 축소하고 총리직을 거의 명목상의 역할로 만들었다. 많은 동독 사회민주당원들은 그로테볼을 "목을 졸라야 할" 배신자로 보았다.
시위에는 나치 요소가 있었지만, 선동가로서는 거의 없었다. 벽, 다리, 학교 칠판에는 나치 슬로건과 만자문이 낙서되었고, 일부 지역에서는 시위에서 나치 노래가 불려졌다. 독일인의 상당수는 여전히 나치즘 사상에 집착했다.

## 여파
광범위한 시위와 데모는 6월 17일 이후 며칠 동안 계속되었고, 동독 보안 서비스에 따르면 상황은 6월 24일에야 진정되었다. 도이체 벨레는 확인된 민간인 사망자 수를 55명으로 주장한다. 주동독 소련군 사령관 안드레이 그레치코가 작성한 기밀 해제된 보고서는 6월 18일까지 총 209명의 사상자가 발생했다고 주장한다. 최근 추정치는 봉기 종료 시점까지 최소 125명이 사망했다고 주장한다.
많은 노동자들은 봉기 이후 동독의 사회주의 국가에 대한 믿음을 잃었다. 파업의 폭력적인 진압에 혐오감을 느꼈기 때문이다. 인민경찰이 노동자들에게 총을 쏘았다는 사실, 즉 노동자들이 자신들의 동족에게 총을 쏘았다는 사실은 수많은 SED 당원의 탈당으로 이어졌다. 라이프치히 (베치르크)와 카를마르크스슈타트 (베치르크)의 베치르크 전역에서 수백 명의 SED 당원들, 그들 중 상당수는 수십 년을 노동 운동에 몸담았던 사람들이 당을 떠났다. 작센 주 알텐부르크의 텍스티마 공장에서는 7월 7일까지 450명의 SED 당원들이 탈당했다. 그들 대부분은 노동자였고, 상당수가 노동 운동에서 많은 경험을 가지고 있었다. 또한 노동자들이 노동조합 회비 납부를 광범위하게 거부했다. 그들은 재정적으로 당을 지원하고 당의 정당성을 부여하는 것을 중단했다.

### 울브리히트의 생존
7월 8일 정치국 회의가 열렸을 때, 울브리히트의 당 지도자로서의 시기는 끝나가는 것처럼 보였다. 국가보안부 장관 빌헬름 차이저는 정치국 전체가 "사회주의의 가속화된 건설"과 그 재앙적인 결과에 책임이 있다고 인정하면서도, 울브리히트를 지도자로 남겨두는 것은 "신노선에 재앙적"일 것이라고 덧붙였다. 회의가 끝날 무렵, 울브리히트의 계속적인 지도력을 지지한 정치국 위원은 자유독일청년단 단장 에리히 호네커와 당 통제위원회 위원장 헤르만 마테른 두 명뿐이었다. 울브리히트는 그 달 말로 예정된 제15차 SED 중앙위원회 전체 회의에서 성명을 발표하겠다는 약속으로 결정을 간신히 연기할 수 있었다.
동베를린의 소련 주요 관리들, 즉 세묘노프, 파벨 유딘, 바실리 소콜롭스키는 6월 24일 모스크바에 제출된 6월 17-19일 사건을 설명하고 분석한 보고서에서 동일한 결론에 도달했다. 동베를린의 소련 위원회 책임은 경시하고 울브리히트의 봉기 책임을 강조하려는 자기중심적인 보고서에서 그들은 (특히) 울브리히트의 SED 서기장 직위를 해지하고, 동베를린에서 다른 광범위한 구조적 정치 변화와 함께 당이 집단 지도체제로 전환해야 한다고 결론지었다. 그러나 불과 이틀 후인 6월 26일 소련 보안 책임자 라브렌티 베리야가 체포되면서 모스크바의 상황은 극적으로 변했다. 7월 2일, 동독 개혁 제안을 논의하기 위해 회의가 열렸을 때, 광범위하고 정치적으로 민감한 변화는 보류하기로 결정되었다. 베리야 사건과 그 내부 문제에 몰두했던 소련 지도부는 동독 상황을 흔들고 싶지 않았으며 현상 유지, 즉 동독에서 경험 많고 신뢰할 수 있지만 스탈린주의적이고 인기가 없는 통치자를 지원함으로써 권력을 유지하는 경향이 더 강해졌다.
7월 말, 울브리히트는 모스크바에서의 지속적인 지지를 더욱 확신하며 주요 반대파인 자이저, 헤른슈타트, 아케르만을 정치국에서 축출하여 자신의 입지를 더욱 강화했다.
8월 말까지 모스크바는 울브리히트가 이끄는 기존 동독 정권을 강화하기로 결정했다. 그 무렵, 모스크바와 동베를린이 시행한 새로운 경제 조치와 동독의 주요 정치적 변화를 의제에서 제외함으로써 동독의 상황은 안정되었다. 상당한 경제 및 재정 지원이 동독으로 유입될 예정이었고, 연말까지 배상금 지불은 중단될 것이었다. 추가 포로들이 석방될 것이며, 동베를린 주재 모스크바 사절단은 대사관 지위로 격상되었다. 궁극적으로 울브리히트의 입지는 다시 확고하게 확보되었다.

### 동독의 장기 발전에 미친 영향
역사학자 코리 로스에 따르면, SED 당 지도부는 6월 17일 사건에서 두 가지 주요 교훈을 얻었다.
첫째는 작업장 불만에 대한 우려가 커졌고, 이를 더 넓은 갈등으로 확대되지 않도록 막으려는 결의가 강해졌다는 것이다. 작업 분위기를 더 잘 감시하기 위해 공장 감시가 강화되었고, 불안의 징후를 예방하거나 진압하기 위한 현장 부대로 노동계급 전투단이 설립되었으며, 미래의 조직적인 시위 징후에 신속하게 대처하기 위해 슈타지가 확장되고 개선되었다.
둘째는 "사회주의의 가속화된 건설"과 같은 강압적인 사업은 다시는 착수될 수 없다는 것이었다. 울브리히트는 1950년대 내내 또 다른 봉기의 유령에 시달렸고, 정부는 1953년 5월과 6월과 같은 임의적이고 일괄적인 작업 할당량 인상을 다시는 시도하지 않았다. "신노선" 정책, 즉 소비재, 주택, 가격 및 여행 보조금에 대한 투자 증가는 전반적인 생활 수준 향상으로 이어졌지만 지난 1년간 증가했던 불만을 즉시 해소하지는 못했다.
한편 시위자들은 공개적인 대결로는 얻을 것이 거의 없다는 것을 깨달았다. 대규모로 SED 정권에 공개적으로 맞서는 것은 동독 경찰과 소련군의 억압에 대해 서방으로부터 스스로 해결하도록 방치되는 것이었다.

## 유산

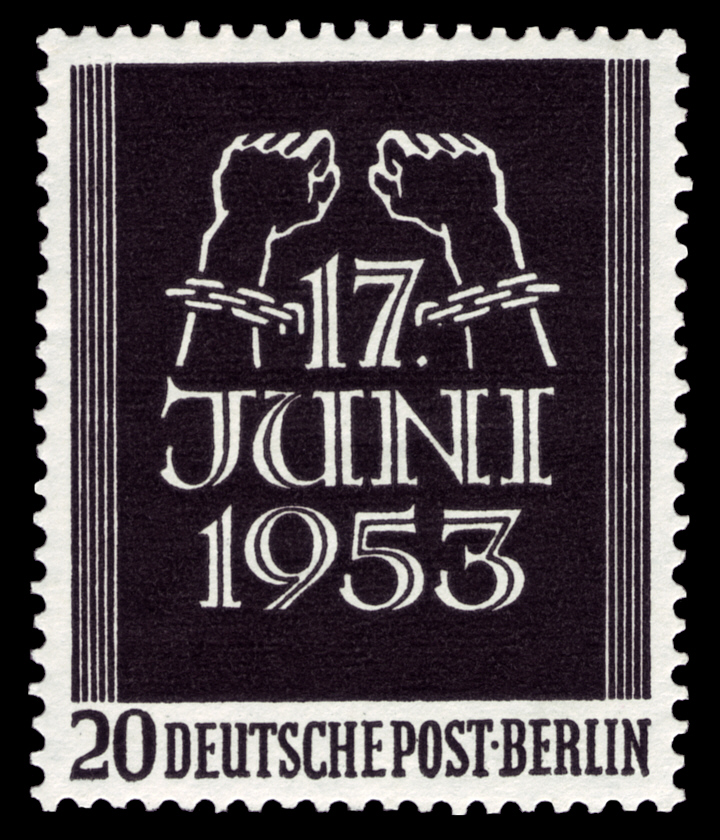
도이체 분데스포스트 베를린 우표

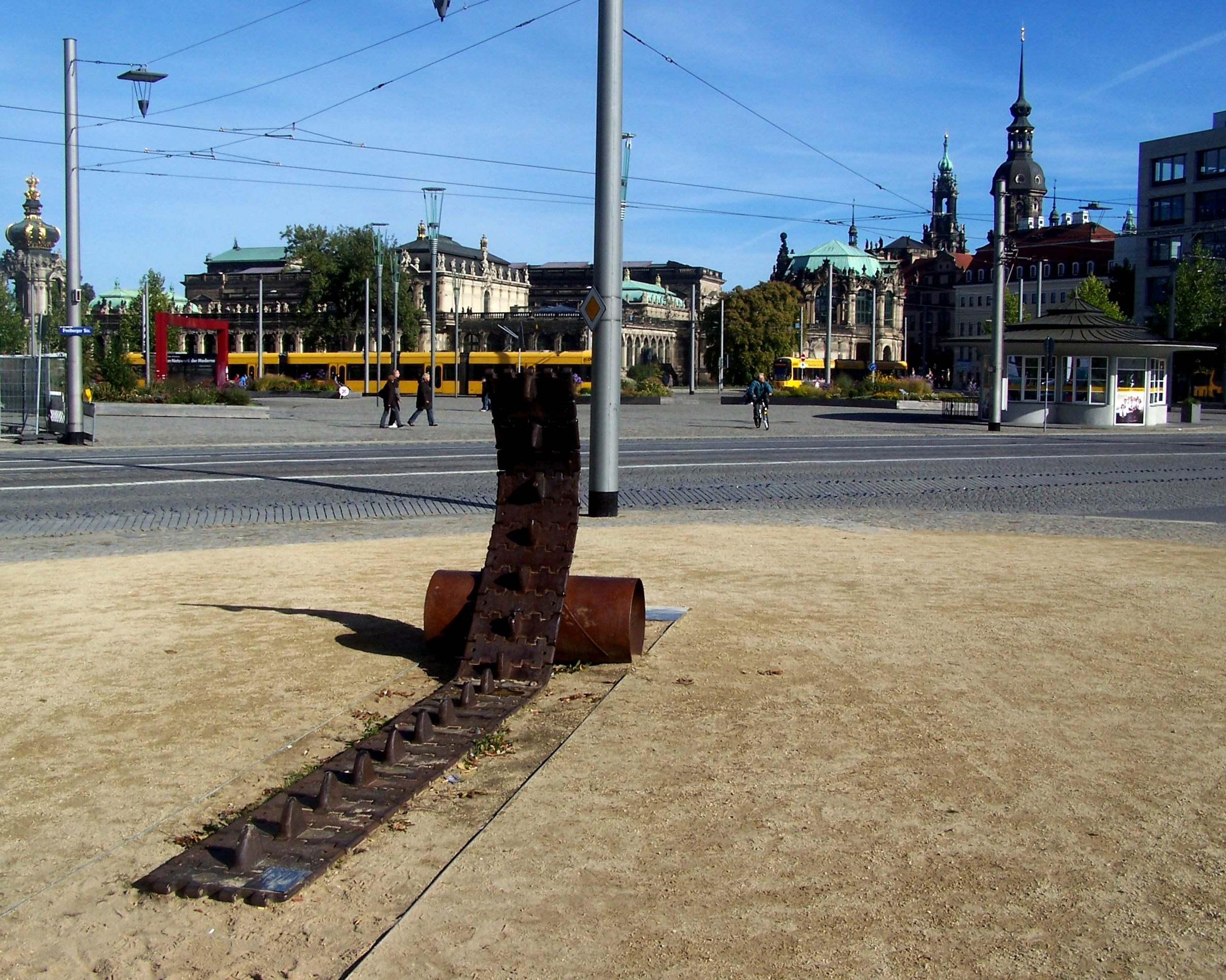
드레스덴 옛 시가지의 포스트플라츠 (드레스덴)에 있는 기념물.

1953년 동독 봉기를 기념하여 서독은 6월 17일을 연례 국경일인 독일 통일의 날로 제정했다. 1990년 10월 독일의 재통일 이후 이 공휴일은 공식적인 통일 날짜인 10월 3일로 옮겨졌다. 운터덴린덴 대로의 브란덴부르크 문 서쪽 연장선은 1953년 봉기 이후 6월 17일 거리로 개명되었다.
이 봉기는 베르톨트 브레히트의 시 "Die Lösung"에서 기념된다. 이 봉기를 다룬 다른 저명한 동독 작가로는 슈테판 하임 (Fünf Tage im Juni / "6월의 5일", 뮌헨 1974)과 하이너 뮐러 (Wolokolamsker Chaussee III: Das Duell / "볼로콜람스크 고속도로 III: 결투", 1985/86)가 있다.
서독 밴드 알파빌은 1984년 곡 "Summer in Berlin"에서 연도를 언급하지 않고 "6월 17일"을 언급했다. 이 곡은 그들의 Forever Young 앨범에 수록되어 있다. 1988년 동독에서 발매될 컴필레이션 앨범 Alphaville Amiga Compilation에 "Summer in Berlin"이 포함되도록 제출되었지만 "정치적인 이유"로 거부되었다.
1966년 귄터 그라스의 희곡 평민들은 봉기를 연습한다는 1953년 사건을 배경으로 브레히트가 셰익스피어의 코리올레이너스 공연을 준비하는 모습을 그린다.

## 같이 보기
- 1949년 동독 국영 철도 파업, 1949년 5월
- 1956년 포즈난 시위, 1956년 6월
- 1956년 헝가리 혁명, 1956년 10월~11월
- 바르샤바 조약군의 체코슬로바키아 침공, 1968년 8월
- 1989년 천안문 사건, 1989년 4월~6월
- 동독 월요 시위, 1989년 9월~1991년 4월
- 루마니아 혁명, 1989년 12월

## 참고 문헌
- Baring, Arnulf. Uprising in East Germany: 17 June 1953 (Cornell University Press, 1972)
- Dale, Gareth. “June 17, 1953”. 《Jacobin》.
- Harman, Chris, Class Struggles in Eastern Europe, 1945–1983 (London, 1988) ISBN 0-906224-47-0
- Hutchinson, Peter (1981). 《History and Political Literature: The Interpretation of the "Day of German Unity" in the Literature of East and West》. 《The Modern Language Review》 76. 367–382쪽. doi:10.2307/3726418. ISSN 0026-7937. JSTOR 3726418.
- Kopstein, Jeffrey (April 1996). 《Chipping Away at the State: Workers' Resistance and the Demise of East Germany》. 《World Politics》 (영어) 48. 391–442쪽. doi:10.1353/wp.1996.0011. ISSN 1086-3338. S2CID 34442269.
- Millington, Richard (2014). 《State, Society and Memories of the Uprising of 17 June 1953 in the GDR》. Palgrave Macmillan. ISBN 978-1137403513.
- Ostermann, Christian (2001). 《Uprising in East Germany 1953: The Cold War, the German Question, and the First Major Upheaval Behind the Iron Curtain》. 중앙유럽대학교 출판부. doi:10.7829/j.ctv280b6bh.48. ISBN 9789639241572. JSTOR 10.7829/j.ctv280b6bh.48. S2CID 246340942.
- Ostermann, Christian F. (1996). 《"Keeping the Pot Simmering": The United States and the East German Uprising of 1953》. 《German Studies Review》 19. 61–89쪽. doi:10.2307/1431713. ISSN 0149-7952. JSTOR 1431713.
- Ostermann, Christian F. The United States, the East German Uprising of 1953, and the Limits of Rollback (Working Paper #11. Cold War International History Project, Woodrow Wilson International Center for Scholars, 1994) online 보관됨 6 7월 2017 - 웨이백 머신
- Port, Andrew, "East German Workers and the 'Dark Side' of Eigensinn: Divisive Shop-Floor Practices and the Failed Revolution of June 17, 1953" in Falling Behind or Catching Up? The East German Economy, 1945–2010, ed. Hartmut Berghoff and Uta Balbier, Cambridge: Cambridge University Press, 2013.
- Pritchard, Gareth, The Making of the GDR: From antifascism to Stalinism, Manchester: Manchester University Press, 2000
- Richter, James (January 1993). 《Re-Examining Soviet Policy towards Germany in 1953》. 《Europe-Asia Studies》 (영어) 45. 671–691쪽. doi:10.1080/09668139308412114. ISSN 0966-8136.
- Richie, Alexandra. Faust's Metropolis: a History of Berlin. New York: Carroll & Graf Publishers, 1998, ch 14
- Ross, Corey, Constructing Socialism at the Grass-Roots: The Transformation of East Germany, 1945–65, London: Macmillan, 2000.
- Sperber, Jonathan (2004년 10월 1일). 《17 June 1953: Revisiting a German Revolution》. 《German History》 (영어) 22. 619–643쪽. doi:10.1191/0266355404gh325ra. ISSN 0266-3554.
- Tusa, Ann . The Last Division: a History of Berlin, 1945–1989. Reading, Massachusetts: Addison-Wesley, 1997.
- 일코-자샤 코발추크: 17. Juni 1953. Geschichte eines Aufstands. Beck, München 2013.
- Vogel, Steve (2019). 《Betrayal in Berlin; the true story of the Cold War’s most audacious espionage operation》. New York: Custom House/HarperCollins. 88–94쪽. ISBN 978-0-06-244962-7.
- Watry, David M. Diplomacy at the Brink: Eisenhower, Churchill, and Eden in the Cold War. Baton Rouge: Louisiana State University Press, 2014.

## 추가 자료
- “Rede: 70. Jahrestag des Aufstandes vom 17. Juni 1953”. 《독일 연방 대통령》 (독일어). 2023년 6월 16일에 확인함.